# ويليام سنو
ويليام سنو (بالإنجليزية: William Snow)‏ (و. 1960  م) هو ممثل، وعارض أسترالي، ولد في سيدني.

## وصلات خارجية
- ويليام سنو على موقع IMDb (الإنجليزية)
- ويليام سنو على موقع ألو سيني (الفرنسية)
- ويليام سنو على موقع أول موفي (الإنجليزية)
- ويليام سنو على موقع قاعدة بيانات الفيلم (الإنجليزية)
- ويليام سنو على موقع كينوبويسك (الروسية)